# 18676 Zdeňkaplavcová
18676 Zdeňkaplavcová è un asteroide della fascia principale. Scoperto nel 1998, presenta un'orbita caratterizzata da un semiasse maggiore pari a 2,6123893 UA e da un'eccentricità di 0,0792427, inclinata di 4,90883° rispetto all'eclittica.